# ドラゴンボール レイジングブラスト
ドラゴンボール レイジングブラスト（DRAGON BALL RAGING BLAST）は、2009年11月12日にPlayStation 3とXbox 360で発売された3D対戦アクションゲーム。鳥山明原作のテレビアニメ『ドラゴンボールZ』を題材にしている。

## 概要
PlayStation 2・Wii向けに発売された『ドラゴンボールZ Sparking!』シリーズの流れを汲む作品で、戦闘システムもほぼ同一である。『レイジングブラスト』シリーズはPlayStation 3・Xbox 360向けの次世代機に移行したことにより表情の喜怒哀楽が描き分けられるといったグラフィックの向上や、60fpsの滑らかなアクションを実現している。両機種合わせた全世界累計販売本数は70万本を記録した。
主な登場キャラクターは『ドラゴンボールZ』関係に特化しており、『Sparking!』シリーズとは異なり『ドラゴンボール』・『ドラゴンボールGT』のキャラクターたちは登場していない。また、前作までの重量級のキャラクター（例：大猿、ヒルデガーンなど）や舞空術ができないキャラクター（例：ミスター・サタン、ヤジロベー、亀仙人など）も登場しない。劇場版オリジナルのキャラクターは『レイジングブラスト』の時点ではブロリーとゴジータのみが登場。『レイジングブラスト2』では大幅に追加された。
『ドラゴンボール改』で担当声優が変更されたキャラクターは、変更後の声優が声を担当している。
本作が発売してから約2ヶ月後に老界王神役の田の中勇と、ミスター・サタン役の郷里大輔が死去。そのため、田の中が演じる老界王神と郷里が演じるミスター・サタンは本作が最後となった（以降のミスター・サタン役はアニメも含め石塚運昇が演じている）。
2010年11月11日に続編の『ドラゴンボール レイジングブラスト2』が発売された。内容は新システムや新キャラクターの追加のほか、1993年に発売したファミリーコンピュータ用ソフト『ドラゴンボールZ サイヤ人絶滅計画』をリファインした約30分のアニメーションが収録されている。両機種合わせた全世界累計販売本数は58万本を記録。
2011年12月8日にさらなるグラフィックの向上や新システムを備えた『ドラゴンボール アルティメットブラスト』が発売された。オープニングをはじめ、ストーリーを攻略していくごとにアニメが観られる。さらに『ドラゴンボールGT』のストーリーが体験できたり、シリーズ初の重量級のキャラクターが登場する。だが今までのシリーズとはバトルなどでの操作方法が異なり、ジャンケンのようなシステムも組み込まれている。

## ゲームモード
ドラゴンバトルコレクション（ストーリーモード）※『1』のみ。

スーパーバトルトライアル

- アーケード
- サバイバル
- タイムアタック
- スコアアタック
- KOアタック
- 破壊スコアアタック
- チームバトル
- 極限バトル
- パンチングマシーン
- ドラゴンボールゲットバトル

シングルプレイ※『2』のみ。
1人でプレイするモード。
- ギャラクシーモード
- バトルゾーン
- チュートリアル
- トレーニング

対戦
キャラクターとステージを選んで対戦ができる。チーム対戦もできる。
オンラインバトル
ネットワークに接続して対戦ができる。
天下一武道会
最大16人まで参加できるトーナメント式のゲーム。天下一武道会とセルゲームの2つがある。
究極カスタマイズ
キャラクターに装備する必殺技やアイテムを付け替えることができる。
オプション
ゲームの様々な設定を変更できる。
ミュージアム
キャラクターの紹介を見たり、BGMを聴くことができる。また、リプレイを見ることができる。
道場
ゲームの基本操作を学べる。

## 操作キャラクター
★は『アルティメットブラスト』にも登場する戦士。
- ★孫悟空（声優：野沢雅子)
- ★孫悟空（超サイヤ人）（声優：野沢雅子）
- ★孫悟空（超サイヤ人2）（声優：野沢雅子）
- ★孫悟空（超サイヤ人3）（声優：野沢雅子）
- ★孫悟飯（幼年期）（声優：野沢雅子）
- 孫悟飯（少年期）（声優：野沢雅子）
- ★孫悟飯（少年期）（超サイヤ人）（声優：野沢雅子）
- ★孫悟飯（少年期）（超サイヤ人2）（声優：野沢雅子）
- 孫悟飯（青年期）（声優：野沢雅子）
- 孫悟飯（青年期）（超サイヤ人）（声優：野沢雅子）
- 孫悟飯（青年期）（超サイヤ人2）（声優：野沢雅子）
- ★ピッコロ（声優：古川登志夫）
- ★クリリン（声優：田中真弓）
- ★ヤムチャ（声優：古谷徹）
- ★天津飯（声優：緑川光）
- 餃子（声優：江森浩子）
- ★ベジータ（スカウター）（声優：堀川りょう）
- ★ベジータ（声優：堀川りょう）
- ★ベジータ（超サイヤ人）（声優：堀川りょう）
- ★超ベジータ（声優：堀川りょう）
- ベジータ（超サイヤ人2）（声優：堀川りょう）
- ★魔人ベジータ（声優：堀川りょう）
- ★トランクス（剣）（声優：草尾毅）※未来のトランクス
- ★トランクス（剣）（超サイヤ人）（声優：草尾毅）
- トランクス（格闘）（声優：草尾毅）
- トランクス（格闘）（超サイヤ人）（声優：草尾毅）
- 超トランクス（声優：草尾毅）
- トランクス（幼年期）（声優：草尾毅）※現代のトランクス
- トランクス（幼年期）（超サイヤ人）（声優：草尾毅）
- 孫悟天（声優：野沢雅子）
- 孫悟天（超サイヤ人）（声優：野沢雅子）
- ゴテンクス（声優：野沢雅子&草尾毅）※悟天とトランクスがフュージョンした姿
- ★ゴテンクス（超サイヤ人）（声優：野沢雅子&草尾毅）
- ★ゴテンクス（超サイヤ人3）（声優：野沢雅子&草尾毅）
- ベジット（声優：野沢雅子&堀川りょう）※孫悟空とベジータがポタラで合体した姿
- ★スーパーベジット（声優：野沢雅子&堀川りょう）
- ビーデル（声優：皆口裕子）
- ★バーダック（声優：野沢雅子）
- ★ラディッツ（声優：千葉繁）
- ★ナッパ（声優：稲田徹）
- ★ザーボン（声優：三浦祥朗）
- ★ザーボン（変身後）（声優：三浦祥朗）
- ★ドドリア（声優：長嶝高士）
- ★ギニュー（声優：小西克幸）
- ★リクーム（声優：佐々木誠二）
- ★バータ（声優：小野坂昌也）
- ★ジース（声優：岸尾だいすけ）
- グルド（声優：高戸靖広）
- ★フリーザ（第一形態）（声優：中尾隆聖）
- ★フリーザ（第二形態）（声優：中尾隆聖）
- ★フリーザ（第三形態）（声優：中尾隆聖）
- ★フリーザ（最終形態）（声優：中尾隆聖）
- ★フリーザ（フルパワー）（声優：中尾隆聖）
- ★人造人間16号（声優：緑川光）
- ★人造人間17号（声優：中原茂）
- ★人造人間18号（声優：伊藤美紀）
- ★人造人間19号（声優：堀之紀）
- ★ドクター・ゲロ（声優：矢田耕司）
- ★セル（第一形態）（声優：若本規夫）
- ★セル（第二形態）（声優：若本規夫）
- ★セル（完全体）（声優：若本規夫）
- ★セル（パーフェクト）（声優：若本規夫）
- ★魔人ブウ（善）（声優：塩屋浩三）
- ★魔人ブウ（悪）（声優：塩屋浩三）
- 魔人ブウ（悪）（ゴテンクス吸収）（声優：塩屋浩三）
- ★魔人ブウ（悪）（孫悟飯吸収）（孫悟飯吸収）（声優：塩屋浩三）
- ★魔人ブウ（純粋）（声優：塩屋浩三）
- ブロリー（声優：島田敏）
- ブロリー（超サイヤ人）（声優：島田敏）
- ★ブロリー（伝説の超サイヤ人）（声優：島田敏）
- ★スーパーゴジータ（声優：野沢雅子&堀川りょう）※孫悟空とベジータがフュージョンした姿
- ベジータ（超サイヤ人3）（声優：堀川りょう）※ゲームオリジナルのベジータの変身形態[9]
- ブロリー（超サイヤ人3）（声優：島田敏）※ゲームオリジナルのブロリーの新たなる形態[9]

『レイジングブラスト2』で新たに参戦した戦士（全27体）
- ★アルティメット悟飯（声優：野沢雅子）
- ★栽培マン（声優：沼田祐介）
- メカフリーザ（声優：中尾隆聖）
- ★セルジュニア（声優：藤本たかひろ）
- 魔王ダーブラ（声優：大友龍三郎）
- ターレス（声優：野沢雅子）
- クウラ（声優：中尾隆聖）
- クウラ（最終形態）（声優：中尾隆聖）
- メタルクウラ（声優：中尾隆聖）
- 人造人間13号（声優：遠藤守哉）
- 人造人間13号（合体）（声優：遠藤守哉）
- ザンギャ（声優：丸尾知子）
- ボージャック（声優：玄田哲章）
- ボージャック（フルパワー）（声優：玄田哲章）
- ★スーパージャネンバ（声優：玄田哲章）
- 孫悟飯（未来）（声優：野沢雅子）
- 孫悟飯（未来）（超サイヤ人）（声優：野沢雅子）
- ネイル（声優：楠大典）
- ★キュイ（声優：竹本英史）
- パイクーハン（声優：緑川光）
- ターブル（声優：森田成一）
- 人造人間14号（声優：江川央生）
- 人造人間15号（声優：小林俊夫）
- サウザー（声優：速水奨）
- ネイズ（声優：平野正人）
- ドーレ（声優：佐藤正治）
- ハッチヒャック（声優：石川英郎）※ゲームオリジナルキャラクター

『アルティメットブラスト』で新たに参戦した戦士（全10体）
- ギニュー（悟空）（声優：小西克幸）※ギニューが孫悟空とボディチェンジした姿。
- ゴジータ（超サイヤ人4）（声優：野沢雅子&堀川りょう）
- 超一星龍（声優：柴田秀勝）

以下はボスバトルのみで登場する戦士で使用不可能。
- ベジータ（大猿）（声優：堀川りょう）
- メタルクウラ・コア（声優：中尾隆聖）
- ジャネンバ（変身前）（声優：玄田哲章）
- ヒルデガーン（声優：青森伸）
- ベビー（大猿）（声優：沼田祐介）
- 大猿（下級戦士）（声優：川津泰彦）
- 究極神龍（声優：内海賢二）

プレイヤーキャラクター以外のキャラクター
- ブルマ（声優：鶴ひろみ〈1〉）
- ミスター・サタン（声優：郷里大輔〈1〉、石塚運昇〈2〉）
- 界王さま（声優：八奈見乗児〈1〉）
- バビディ（声優：八奈見乗児〈1〉）
- ナレーション（声優：八奈見乗児〈1、アルティメット〉）
- 界王神（声優：三ツ矢雄二〈1〉）
- 老界王神（声優：田の中勇〈1〉）
- 神龍（声優：内海賢二〈1、2、アルティメット〉）
- 天下一武道会アナウンサー（声優：内海賢二〈1、2、アルティメット〉）
- 実況アナウンサー（声優：岸野幸正〈1、2、アルティメット〉）
- ポルンガ（声優：大友龍三郎〈2、アルティメット〉）

## ステージ
レイジングブラスト
全10種類
- 荒野
- 岩場
- ナメック星
- 崩壊ナメック星
- 廃墟の都
- セルゲーム会場
- 島
- 天下一武道会会場
- 界王神界
- 洞窟

レイジングブラスト2（すべてドラゴンボールの願いで入手）
- 神殿
- 地獄
- 氷河
- 宇宙

アルティメットブラスト
- ビッグゲテスター

## BGM
レイジングブラスト
全30曲
- CHA-LA HEAD-CHA-LA（インストゥルメンタル）
- プロローグ＆サブタイトルI
- 悟飯のテーマ
- ブリッジ・コレクション
- 孫悟飯とピッコロ大魔王
- 嗚呼、修行の日々
- 再開! 天下一武道会
- 危険な二人!! 超戦士はねむれない
- ソリッドステート・スカウター
- 天下分け目の超決戦!!
- Dragon Ball Z
- 恐怖のギニュー特戦隊
- 怪物フリーザ VS 伝説の超サイヤ人
- 未来から来た少年
- 人造人間、街へ…
- 阻止せよ! セルの完全体
- WE GOTTA POWER（インストゥルメンタル）
- 僕達は天使だった（インストゥルメンタル）
- 最強のフュージョン（Movieサイズ）
- 悲愴な戦い
- BP∞ バトルポイント・アンリミテッド
- ニューヒーロー登場
- 正義を愛する者!
- 極限バトル!! 三大超サイヤ人
- 死を呼ぶセルゲーム
- 悪魔のブロリー
- でてこいとびきりZENKAIパワー!（TVサイズ）
- 大団円〜もうひとつの結末〜
- Progression
- Progression（インストゥルメンタル）

レイジングブラスト2
全55曲
- Selection
- Cosmic Battle
- Space Museum
- Online Fighters
- BUDOKAI
- Battle of Omega（ギターソロ）
- Battle of Omega（フルコーラス）
- プロローグ ＆ サブタイトル1
- ソリッドステート・スカウター
- 天下分け目の超決戦!!
- Dragon Ball Z
- 恐怖のギニュー特戦隊
- 人造人間 街へ…
- 最強のフュージョン（Movieサイズ）
- 悲愴な闘い
- 正義を愛する者!
- 悪魔のブロリー
- 死を呼ぶセルゲーム
- BP∞ バトルポイント・アンリミテッド
- 未来から来た少年
- さよなら戦士たち
- Angel
- 戦いの時ふたたび
- 地球まるごと超決戦
- とびっきりの最強対最強
- 激突!! 100億パワーの戦士たち
- 極限バトル!! 三大超サイヤ人
- 銀河ギリギリ!!ぶっちぎりの凄い奴
- 危険なふたり!! 超戦士はねむれない
- 復活のフュージョン!! 悟空とベジータ
- 運命の日〜魂VS魂〜
- The Great Expectation
- Challenger
- Soldiers'Sorrow
- Speedster
- The Dawn Of The Extreme Battle
- Get Out
- Force Of Justice
- Pathos
- Gallant
- Ultra Energy
- Dangerous Zone
- The Hero
- Brave
- Yin-Yang
- Rivals
- The Strong Enemy
- The Anthem Of Lives
- Accelerator
- Weird Atmosphere
- Nose To Tail
- Katharsis
- Harlequin
- Defiance
- Critical Power

アルティメットブラスト
- 天下分け目の超決戦!!
- 恐怖のギニュー特戦隊
- 怪物フリーザ VS 伝説の超サイヤ人
- 怪物フリーザ VS 伝説の超サイヤ人 2
- Dragon Ball Z
- この世で一番強いヤツ
- 人造人間 町へ…
- 人造人間 町へ… 2
- 死を呼ぶセルゲーム
- 極限バトル!! 三大超サイヤ人
- プロローグ&サブタイトルII
- 悲愴な闘い
- 悪魔のブロリー
- ソリッドステート・スカウター
- 危険なふたり!! 超戦士はねむれない
- 復活のフュージョン!! 悟空とベジータ
- 最強のフュージョン（Movieサイズ）
- 龍拳爆発!! 悟空がやらねば誰がやる
- 地球まるごと超決戦
- 僕達は天使だった（インストゥルメンタル）
- DAN DAN 心魅かれてく（シネマ・ヴァージョン）
- Dragon Soul
- Yeah! Break! Care! Break!
- 心の羽根
- 正義を愛する者!
- CHA-LA HEAD-CHA-LA（インストゥルメンタル）
- Cha-La Head-Cha-La

なお一部のBGMは『BATTLE OF Z』でも引き続き使用されている。

## 主題歌
- 1. 「Progression」（作詞：森由里子、作曲：山本健司、歌：影山ヒロノブ)
- 2. 「Battle of Omega」（作詞：森由里子、作曲・編曲：Kenz、歌：影山ヒロノブ）
- アルティメット. 「CHA-LA HEAD-CHA-LA」（作詞: 森雪之丞、作曲: 清岡千穂、編曲: 山本健司、歌: 影山ヒロノブ）

## 予約特典
- 1. 超サイヤ人3ブロリー即時解放 限定アイテム装備キャラクター6戦士ダウンロードコードカード
- 2. 超サイヤ人絶滅計画　設定資料パンフレット
- アルティメット. 四球星

## アニメ

### 超サイヤ人絶滅計画
『DRAGON BALL 超サイヤ人絶滅計画』（ドラゴンボール スーパーサイヤじんぜつめつけいかく）は、『レイジングブラスト2』にゲーム内ムービーとして収録されている『ドラゴンボールZ外伝 サイヤ人絶滅計画』をリメイクした約30分のリバイバルアニメーション。視聴を終えるとハッチヒャックが使用可能になる。また予約特典として設定資料パンフレットも付けられた。
2011年11月には『DRAGONBALL SSSS PROJECT』（ドラゴンボールフォースプロジェクト）の一環として、『ドラゴンボールヒーローズ』公式サイトで期間限定無料配信された。『最強ジャンプ』2012年3月号に付録として『ドラゴンボール エピソード オブ バーダック』と共にDVDソフト化された。

#### 声の出演（OVA）
- 孫悟空、孫悟飯、ターレス - 野沢雅子
- ブルマ - 鶴ひろみ
- ベジータ - 堀川りょう
- ピッコロ - 古川登志夫
- トランクス - 草尾毅
- チチ - 渡辺菜生子
- ライチー - 岩崎ひろし
- ハッチヒャック - 石川英郎
- スラッグ - 稲田徹
- リポーター - 庄司宇芽香
- 若い女 - 斉藤佑圭
- ツフル人 - 藤本たかひろ
- 大猿 - 宮坂俊蔵、赤羽根健治、角田雄二郎
- フリーザ、クウラ - 中尾隆聖
- 界王 - 八奈見乗児

#### スタッフ（OVA）
- 製作 - 今西智明（バンダイナムコゲームス）、木下浩之
- 原作 - 鳥山明『Dragonball』集英社刊
- 企画 - 三戸亮、中島光司、広木朋子（バンダイナムコゲームス）、近藤修治、小原康平、若林豪
- オリジナル脚本 - 小山高生
- 脚色 - 田中仁
- 音楽 - 高木洋
- 製作担当 - 風間厚徳
- キャラクターデザイン・作画監督 - 山室直儀
- 美術監督 - 常盤庄司
- 音響監督 - 長崎行男
- 録音 - 伊東光晴
- 音響効果 - 新井秀徳（フィズサウンド）
- 演出 - 上田芳裕
- 製作 - 東映アニメーション

### ムービー鑑賞
『アルティメットブラスト』にゲーム内に収録されている。『ドラゴンボールZ』内での名場面をリメイクしている。ストーリーモードをクリアしていくことによって鑑賞できる。オープニングを含め全部で18種類ある。

#### 声の出演
- 孫悟空、孫悟飯、孫悟天 - 野沢雅子
- クリリン、ヤジロベー - 田中真弓
- ベジータ - 堀川りょう
- ピッコロ - 古川登志夫
- トランクス - 草尾毅
- ナッパ - 稲田徹
- フリーザ - 中尾隆聖
- セル - 若本規夫
- デンデ - 平野綾
- 孫悟飯じいちゃん - 千葉繁
- ミスター・サタン - 石塚運昇
- ビーデル - 皆口裕子
- 人造人間16号 - 緑川光
- 界王神 - 三ツ矢雄二
- キビト - 青森伸
- 老界王神 - 田中亮一
- 界王、ナレーション - 八奈見乗児